# Îlet Duquesnay
Îlet Duquesnay är en obebodd ö i Martinique. Den ligger i den sydöstra delen av Martinique, 27 km sydost om huvudstaden Fort-de-France.